# James Isbister
James Isbister (29 novembre 1833 – 16 octobre 1915) était un Chef des Métis canadien du XIXe siècle. Parmi les Anglo-Métis de la région, il est considéré comme le fondateur de la ville de Prince Albert (Saskatchewan).

## Vie
Il était un interprète pour la compagnie de la baie d'Hudson depuis de nombreuses années, Isbister était douée d'un point de vue linguistique, parlant l'Anglais, le gaélique, le Cris, le Déné et le Michif.
Isbister a commencé comme agriculteur à l'été 1862 à un mille à l'est de Prince Albert. Isbister a probablement été le premier homme en Saskatchewan à développer le blé dans sa ferme. Il a également travaillé sur la réserve de Joen Smith comme un instructeur agricole. En 1866, lorsque Isbister s'est déplacé un peu plus loin, plusieurs familles vivaient dans le district, qui était connu comme l'établissement d'Isbister.
En 1884, le mécontentement des colons et des Métis était en plein essor en raison des mauvaises conditions agricoles et fonciers non résolues dans la région de vallée de la Saskatchewan. Comme dirigeant communautaire, Isbister a été choisi comme l'un des quatre délégués (avec Gabriel Dumont) venues rappeler Louis Riel du Montana pour conduire le peuple à la recherche d'action gouvernementale pour corriger la situation. La perception des colons locaux sur l'inaction du gouvernement ont débouché sur la rébellion du Nord-Ouest l'année suivante en (1885).
Comme la plupart des autres Anglo-Métis de la région, Isbister s'est dissocié du mouvement dirigé par Riel, lorsque les tensions ont éclaté dans la violence. Malgré cela, il a été dénoncé par la presse conservatrice de l'ouest canadien à Prince Albert. Après la rébellion du Nord-Ouest, Isbister a participé activement à l'Église anglicane du Canada dans la région de Prince Albert et vécut ses derniers jours dans cette communauté. Il est enterré dans le cimetière Anglican de St. Mary's juste à l'ouest du pénitencier non loin où il avait commencé sa ferme au départ.